# Гиджа, Альсидес
Альси́дес Эдга́рдо Ги́джа (исп. и итал. Alcides Edgardo Ghiggia; 22 декабря 1926, Монтевидео, Уругвай — 16 июля 2015, там же) — уругвайский и итальянский футболист, нападающий сборной Уругвая и сборной Италии, чемпион мира 1950 года.
4 июня 2018 года Гиджа был выбран Лучшим игроком чемпионатов мира читателями официального твиттера ЧМ-2018.

## Карьера

### Клубная
Профессиональную карьеру начал в 1946 году в клубе «Суд Америка», а в 1947 году перешёл в аргентинский клуб «Атланта Буэнос-Айрес». С 1948 года выступал за «Пеньяроль», в составе которого дважды становился чемпионом Уругвая. В 1953 году перешёл в итальянскую «Рому», в составе которой сыграл 201 матч, забил 19 мячей и стал обладателем Кубка ярмарок. В 1961 году продолжил карьеру в «Милане», за который сыграл 4 матча, но ни разу не смог забить гол, однако, всё равно стал вместе с клубом чемпионом Италии, после чего в 1962 году вернулся на родину где ещё 6 лет, до 1968 года, выступал за клуб «Данубио».

### В сборной
В составе главной национальной сборной Уругвая выступал с 1950 по 1952 год, сыграв за это время 12 матчей, забив 4 мяча. Стал вместе с командой чемпионом мира в 1950 году, забив победный гол в решающем матче. С 1957 по 1959 год играл за сборную Италии, в составе которой провёл 5 матчей и забил 1 мяч.

## Последние годы жизни и смерть
30 июня 2012 года Гиджа попал в автомобильную аварию, в результате чего несколько дней провёл в коме.
6 декабря 2013 года участвовал в жеребьевке группового этапа Чемпионата мира по футболу 2014 в Бразилии.
16 июля 2015 года Гиджа умер от сердечного приступа через несколько часов после госпитализации. До своей кончины, форвард оставался последним из живых победителей чемпионата мира 1950. А умер он в 65-ю годовщину решающего матча первенства, в котором сам Гиджа забил победный гол.

## Достижения
- Чемпион Уругвая (2): 1949, 1951
- Чемпион Италии (1): 1961/62
- Обладатель Кубка ярмарок (1): 1960/61
- Чемпион мира (1): 1950